# 작가주의
작가주의(作家主義, auteurism)는 영화 감독과 소설/연극의 작가(저자)와 같은 역할을 함으로써 영화 감독이 협업적이고 창의적인 작품의 여러 면에 대해 상당한 부분을 통제하는 것을 말한다. 이러한 일을 하는 영화 감독은 영어 낱말로 auteur라고 부르며, 특출난 스타일을 갖춘 영화 제작자를 의미하기도 한다.
작가주의라는 용어는 1940년대 말의 프랑스 영화 평론에서 하나의 가치 체계로서 기원하였다.

## 참고 문헌
- Santas, Constantine (2002). 《Responding to Film: A Text Guide for Students of Cinema Art》. Rowman & Littlefield. ISBN 978-0-8304-1580-9.
- Min, Eungjun; Joo, Jinsook; Kwak, Han Ju (2003). 《Korean Film: History, Resistance, and Democratic Imagination》. Greenwood Publishing Group. ISBN 978-0-275-95811-4.
- Caughie, John (2013). 《Theories of Authorship》. Routledge. ISBN 978-1-136-10268-4.